# Castrillo de Riopisuerga
Castrillo de Riopisuerga ist ein Ort und eine Gemeinde (municipio) mit 58 Einwohnern (Stand: 2024) in der Provinz Burgos in der nordspanischen Autonomen Region Kastilien-León. Die Gemeinde gehört zur Comarca Odra-Pisuerga. Die Gemeinde besteht aus den Ortsteilen Castrillo und Hinojal de Riopisuerga.

## Lage
Castrillo de Riopisuerga liegt am Río Pisuerga in der kastilischen Hochebene (meseta) in einer Höhe von etwa 816 Metern ü. d. M. und etwa 65 Kilometer in westnordwestlicher Entfernung von der Stadt Burgos. 

## Bevölkerungsentwicklung
| Jahr      | 1970 | 1981 | 1991 | 2001 | 2011 | 2021 |
| Einwohner | 248  | 126  | 109  | 86   | 70   | 57   |

## Wirtschaft
Die Region ist seit Jahrhunderten wesentlich von der Landwirtschaft geprägt; die Bewohner früherer Zeiten lebten hauptsächlich als Selbstversorger, aber auch Handwerk und Kleinhandel spielten eine Rolle. Ein Schwerpunkt lag auf der Anzucht von Bäumen aller Art, die letztlich in ganz Zentralspanien angepflanzt wurden.

## Sehenswürdigkeiten
- Bartholomäuskirche (Iglesia de San Bartolomé Apóstol) in Castrillo
- Martinskirche in Hinojal de Pisuerga

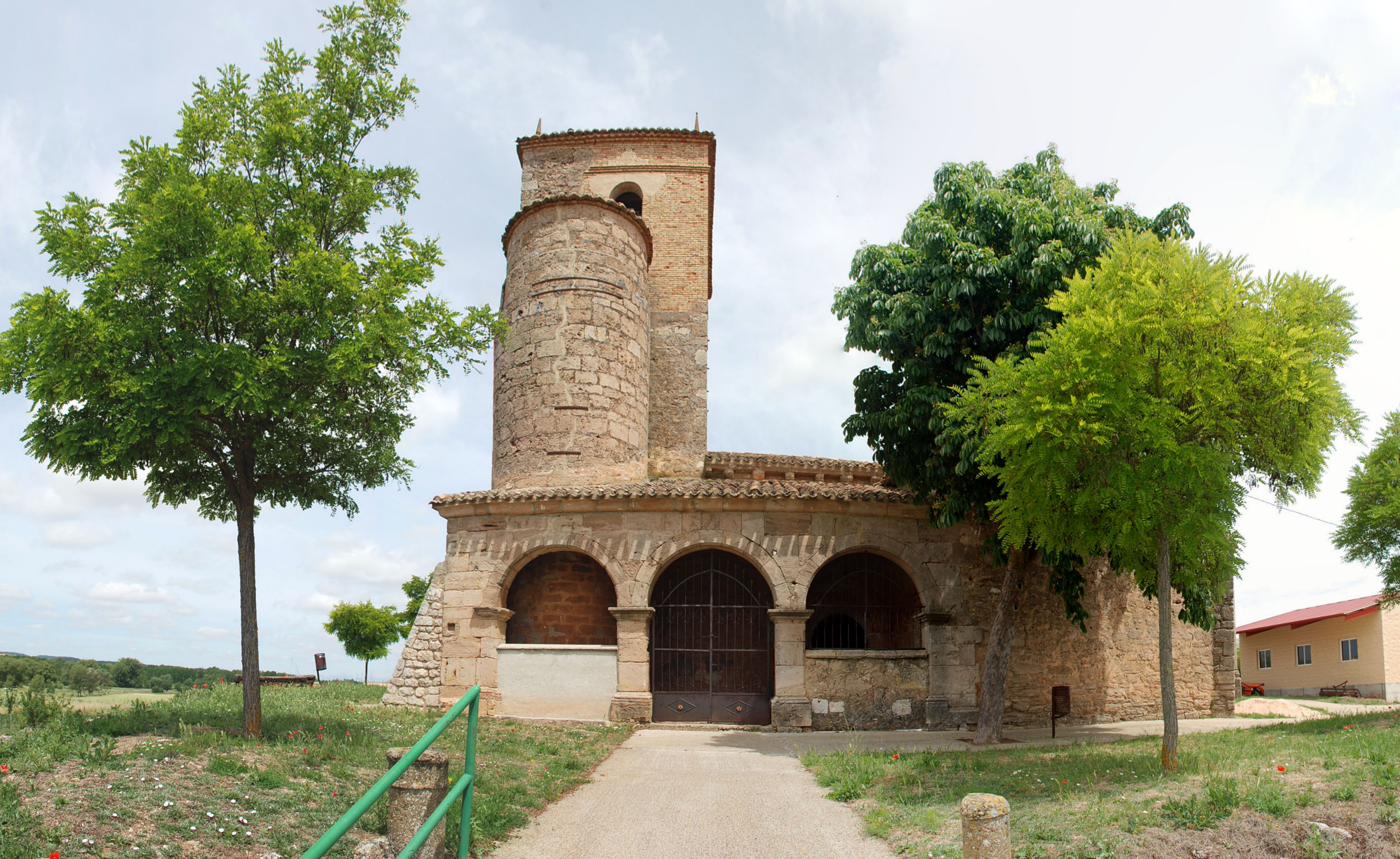
Bartholomäuskirche